# Martin Wolfs
Martin Wolfs (* 17. Februar 1932 in Vlijmen, Niederlande) ist ein ehemaliger niederländischer Straßenradsportler.

## Sportliche Laufbahn
Von 1952 bis 1956 fuhr Wolfs als Amateur. Als sein erster Podestplatz ist der dritte Rang beim niederländischen Eintagesrennen Omloop der Kempen 1952 registriert. Beim gleichen Rennen 1953 konnte er sich auf den zweiten Platz verbessern. Ebenfalls 1953 nahm er am Kriterium Acht van Chaam teil, wo er einen weiteren dritten Platz eroberte. Auch 1954 landete Wolfs nur bei einheimischen Radrennen auf vorderen Plätzen. Beim Eintagesrennen Ronde van Noord-Holland kam er auf Rang zwei, ein dritter Platz gelang ihm auf der zweiten Etappe bei der Dreietappenfahrt Omloop van de Zes Provinciën, bei der er in der Gesamtwertung den zehnten Platz erreichte. Bei der Teilnahme an der Ronde van Zuid-Holland von 1955 erkämpfte sich Wolfs einen weiteren zweiten Platz. Seinen einzigen Sieg bei einem großen Rennen erreichte er 1956 bei dem Dreiländer-Etappenrennen Internationale Friedensfahrt. Auf der 206 Kilometer langen Etappe von Ost-Berlin nach Leipzig siegte er nach einem Durchschnittstempo von 37,4 km/h im Spurt aus einer elfköpfigen Spitzengruppe. Er beendete die Friedensfahrt als bester Niederländer auf Platz sieben. In Deutschland siegte er 1956 im Rennen um den Industriepreis von Gütersloh.
1957 wechselte Wolfs mit einem Vertrag beim niederländischen Radsportteam Magneet für ein Jahr in das Berufsfahrerlager, ohne zu nennenswerten Erfolgen zu kommen. In seiner Heimatstadt Vlijmen arbeitet er danach als Maurer.